# P. D. James
Phyllis Dorothy James, OBE, conocida como P. D. James (Oxford, 3 de agosto de 1920 - ibídem, 27 de noviembre de 2014) fue una escritora británica de novelas policíacas. Estudió en Cambridge. Trabajó como administradora en la Seguridad Social de 1949 a 1968, y después como funcionaria pública del ministerio del Interior de 1968 a 1979. Empezó a escribir relativamente tarde y publicó su primera obra, Cubridle el rostro, en 1963; en ella aparece por primera vez el policía Adam Dalgliesh, su personaje más famoso.

## Biografía literaria

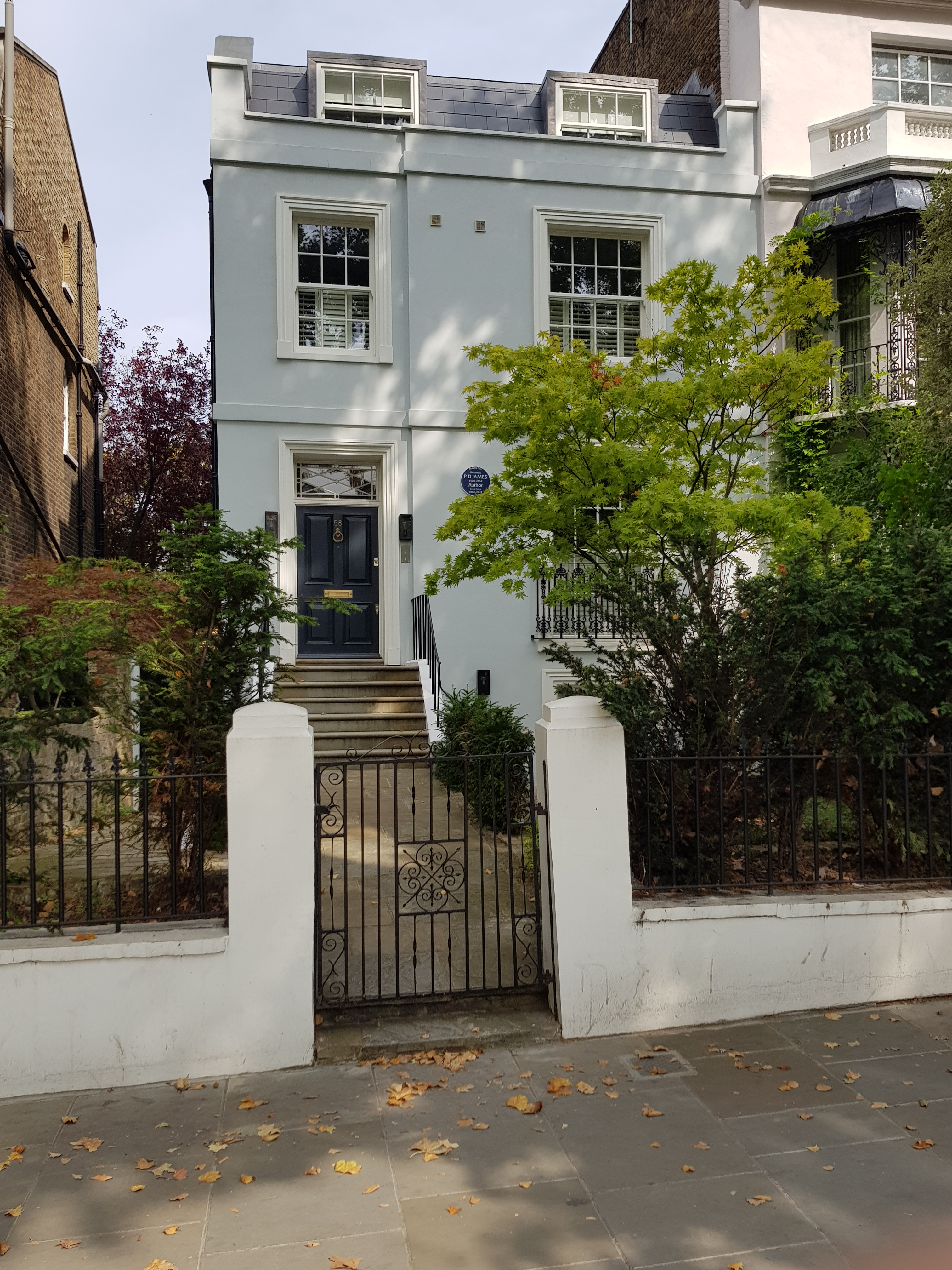
Holland Park Avenue, 58, Londres. Residencia de P.D. James de 1984 a 2012.

Las obras más conocidas de P.D. James pertenecen al género de la novela policíaca, y están protagonizadas por el inspector Adam Dalgliesh: Un impulso criminal (1963), Muertes poco naturales (1967), Mortaja para un ruiseñor (1971), Muerte de un forense (1977) e Intrigas y deseos (1989). 
La popularidad de la autora, así como la de su detective, crecieron con la adaptación de varias de sus obras en una famosa serie de televisión y con otros títulos como La torre negra (1975), Sangre inocente (1980) o Sabor a muerte (1986). 
También creó el personaje de Cordelia Gray, investigadora privada que aparece en las novelas: No apto para mujeres (1972) y La calavera bajo la piel (1982). 
Su obra The Children of Men (1992), la primera de sus obras que no pertenece al género detectivesco, es una novela futurista ambientada en un mundo carente de niños, no fue tan bien recibida como sus anteriores títulos pero en 2006 tuvo una elogiada adaptación cinematográfica de título homónimo: Children of Men, con dos nominaciones a los premios Óscar, a cargo del realizador mexicano Alfonso Cuarón. 
En 1994 volvió al género con El pecado original, otro misterio para el inspector Adam Dalgliesh. En 1999 salió a la luz su libro de memorias La hora de la verdad: un año de mi vida. Recientemente ha publicado El faro, Muerte en la clínica privada (2008) y La muerte llega a Pemberley (2011).

## Obras

### Novela
Serie Adam Dalgliesh
1. Cubridle el rostro (Cover Her Face, 1962)
2. Un impulso criminal o Sanatorio para adultos (A Mind to Murder, 1963)
3. Muertes poco naturales (Unnatural Causes, 1967)
4. Mortaja para un ruiseñor (Shroud for a Nightingale, 1971)
5. La torre negra (The Black Tower, 1975)
6. Muerte de un forense (Death of an Expert Witness, 1977)
7. Sabor a muerte (A Taste for Death, 1986)
8. Intrigas y deseos (Devices and Desires, 1989)
9. El pecado original (Original Sin, 1994)
10. Una cierta justicia (A Certain Justice, 1997)
11. Muerte en el seminario (Death in Holy Orders, 2001)
12. La sala del crimen (The Murder Room, 2003)
13. El faro (The Lighthouse, 2005)
14. Muerte en la clínica privada (The Private Patient, 2008)

Serie Cordelia Gray
1. No apto para mujeres (An Unsuitable Job for a Woman, 1972)
2. La calavera bajo la piel (The Skull Beneath the Skin, 1982)

Miscelánea
- Sangre inocente (Innocent Blood, 1980)
- Hijos de hombres (The Children of Men, 1992)
- La muerte llega a Pemberley (Death Comes to Pemberley, 2011)

Compilaciones (solo en Reino Unido)
- Crime Times Three (1979), reimpreso como Three Complete Novels (1988), comprende: Cover Her Face, A Mind to Murder y Shroud for a Nightingale.
- Murder in Triplicate (1980), reimpreso como In Murderous Company (1988), comprende: Unnatural Causes, An Unsuitable Job for a Woman y The Black Tower.
- Trilogy of Death (1984), comprende: Innocent Blood, An Unsuitable Job for a Woman y The Skull Beneath the Skin.
- A Dalgliesh Trilogy (1989), comprende: Shroud for a Nightingale, The Black Tower y Death of an Expert Witness.
- A Second Dalgliesh Trilogy (1993), comprende: A Mind to Murder, A Taste for Death y Devices and Desires.
- An Adam Dalgliesh Omnibus (2008), comprende: A Taste for Death, Devices and Desires y Original Sin.

### No ficción
- La octava víctima (The Maul and the Pear Tree: The Ratcliffe Highway Murders, 1811, 1971), coescrito junto a Thomas A. Critchley.
- La hora de la verdad (Un año de mi vida) (Time to Be in Earnest: A Fragment of Autobiography, 1999)
- Todo lo que sé sobre novela negra (Talking About Detective Fiction, 2009)

## Premios
Como reconocimiento por su trabajo en la enseñanza, en la Facultad de Bellas Artes, la Sociedad de Autores y la British Broadcasting Corporation (BBC), de la que fue directora, le fue concedido en 1991 un título nobiliario. Premio_Edgar Grand Master.